# Bombardier Learjet 550 de 2008
O Bombardier Learjet 550 de 2008 foi a sexta corrida da temporada de 2008 da IndyCar Series. A corrida foi realizada no dia 7 de junho no Texas Motor Speedway, localizado na cidade de Fort Worth, Texas. O vencedor foi o neozelandês Scott Dixon, da equipe Chip Ganassi Racing.

## Pilotos e Equipes
| Nº | Piloto               | Equipe                     | Chassis | Motor | Pneu |
| -- | -------------------- | -------------------------- | ------- | ----- | ---- |
| 2  | A. J. Foyt IV        | Vision Racing              | Dallara | Honda | F    |
| 3  | Hélio Castroneves    | Team Penske                | Dallara | Honda | F    |
| 4  | Vitor Meira          | Panther Racing             | Dallara | Honda | F    |
| 5  | Oriol Servià (R)     | KV Racing Technology       | Dallara | Honda | F    |
| 6  | Ryan Briscoe         | Team Penske                | Dallara | Honda | F    |
| 7  | Danica Patrick       | Andretti-Green Racing      | Dallara | Honda | F    |
| 8  | Will Power (R)       | KV Racing Technology       | Dallara | Honda | F    |
| 9  | Scott Dixon          | Chip Ganassi Racing        | Dallara | Honda | F    |
| 10 | Dan Wheldon          | Chip Ganassi Racing        | Dallara | Honda | F    |
| 11 | Tony Kanaan          | Andretti-Green Racing      | Dallara | Honda | F    |
| 12 | Tomas Scheckter      | Luczo Dragon Racing        | Dallara | Honda | F    |
| 14 | Darren Manning       | A. J. Foyt Enterprises     | Dallara | Honda | F    |
| 15 | Buddy Rice           | Dreyer & Reinbold Racing   | Dallara | Honda | F    |
| 17 | Ryan Hunter-Reay     | Rahal Letterman Racing     | Dallara | Honda | F    |
| 18 | Bruno Junqueira      | Dale Coyne Racing          | Dallara | Honda | F    |
| 19 | Mario Moraes (R)     | Dale Coyne Racing          | Dallara | Honda | F    |
| 20 | Ed Carpenter         | Vision Racing              | Dallara | Honda | F    |
| 23 | Milka Duno           | Dreyer & Reinbold Racing   | Dallara | Honda | F    |
| 24 | John Andretti        | Roth Racing                | Dallara | Honda | F    |
| 25 | Marty Roth           | Roth Racing                | Dallara | Honda | F    |
| 26 | Marco Andretti       | Andretti-Green Racing      | Dallara | Honda | F    |
| 27 | Hideki Mutoh (R)     | Andretti-Green Racing      | Dallara | Honda | F    |
| 33 | E. J. Viso (R)       | HVM Racing                 | Dallara | Honda | F    |
| 34 | Jaime Câmara (R)     | Conquest Racing            | Dallara | Honda | F    |
| 36 | Enrique Bernoldi (R) | Conquest Racing            | Dallara | Honda | F    |
| 96 | Mario Domínguez (R)  | Pacific Coast Motorsports  | Dallara | Honda | F    |
| 02 | Justin Wilson (R)    | Newman/Haas/Lanigan Racing | Dallara | Honda | F    |
| 06 | Graham Rahal (R)     | Newman/Haas/Lanigan Racing | Dallara | Honda | F    |

- (R) - Rookie

## Resultados

### Treino classificatório
| Treino classificatório - 6 de junho | Treino classificatório - 6 de junho | Treino classificatório - 6 de junho | Treino classificatório - 6 de junho | Treino classificatório - 6 de junho | Treino classificatório - 6 de junho | Treino classificatório - 6 de junho | Treino classificatório - 6 de junho | Treino classificatório - 6 de junho |
| Pos                                 | Nº                                  | Piloto                              | Equipe                              | Volta 1                             | Volta 2                             | Volta 3                             | Volta 4                             | Tempo total                         |
| ----------------------------------- | ----------------------------------- | ----------------------------------- | ----------------------------------- | ----------------------------------- | ----------------------------------- | ----------------------------------- | ----------------------------------- | ----------------------------------- |
| 1                                   | 9                                   | Scott Dixon                         | Chip Ganassi Racing                 | 24.4140                             | 24.3666                             | 24.3575                             | 24.3682                             | 1:37.5063                           |
| 2                                   | 3                                   | Hélio Castroneves                   | Team Penske                         | 24.3778                             | 24.3466                             | 24.4006                             | 24.4275                             | 1:37.5525                           |
| 3                                   | 6                                   | Ryan Briscoe                        | Team Penske                         | 24.5381                             | 24.5523                             | 24.4351                             | 24.4143                             | 1:37.9398                           |
| 4                                   | 27                                  | Hideki Mutoh (R)                    | Andretti-Green Racing               | 24.5174                             | 24.5186                             | 24.5496                             | 24.5570                             | 1:38.1426                           |
| 5                                   | 7                                   | Danica Patrick                      | Andretti-Green Racing               | 24.5140                             | 24.5365                             | 24.5963                             | 24.6094                             | 1:38.2562                           |
| 6                                   | 12                                  | Tomas Scheckter                     | Luczo Dragon Racing                 | 24.5368                             | 24.5102                             | 24.5674                             | 24.6540                             | 1:38.2684                           |
| 7                                   | 24                                  | John Andretti                       | Roth Racing                         | 24.7539                             | 24.6355                             | 24.5520                             | 24.4969                             | 1:38.4383                           |
| 8                                   | 8                                   | Will Power (R)                      | KV Racing Technology                | 24.7015                             | 24.5982                             | 24.6288                             | 24.6252                             | 1:38.5537                           |
| 9                                   | 4                                   | Vitor Meira                         | Panther Racing                      | 24.6372                             | 24.6052                             | 24.6703                             | 24.6844                             | 1:38.5971                           |
| 10                                  | 17                                  | Ryan Hunter-Reay                    | Rahal Letterman Racing              | 24.6494                             | 24.6393                             | 24.6999                             | 24.6176                             | 1:38.6062                           |
| 11                                  | 10                                  | Dan Wheldon                         | Chip Ganassi Racing                 | 24.7114                             | 24.6718                             | 24.6020                             | 24.6246                             | 1:38.6098                           |
| 12                                  | 20                                  | Ed Carpenter                        | Vision Racing                       | 24.6854                             | 24.6384                             | 24.6960                             | 24.6955                             | 1:38.7153                           |
| 13                                  | 11                                  | Tony Kanaan                         | Andretti-Green Racing               | 24.6844                             | 24.7015                             | 24.6687                             | 24.7048                             | 1:38.7594                           |
| 14                                  | 26                                  | Marco Andretti                      | Andretti-Green Racing               | 24.6721                             | 24.7537                             | 24.7322                             | 24.6844                             | 1:38.8424                           |
| 15                                  | 2                                   | A. J. Foyt IV                       | Vision Racing                       | 24.9056                             | 24.7840                             | 24.6537                             | 24.6632                             | 1:39.0065                           |
| 16                                  | 5                                   | Oriol Servià (R)                    | KV Racing Technology                | 24.8474                             | 24.7475                             | 24.7512                             | 24.7960                             | 1:39.1421                           |
| 17                                  | 14                                  | Darren Manning                      | A. J. Foyt Enterprises              | 24.8607                             | 24.8450                             | 24.7407                             | 24.7218                             | 1:39.1682                           |
| 18                                  | 06                                  | Graham Rahal (R)                    | Newman/Haas/Lanigan Racing          | 24.8610                             | 24.7508                             | 24.7835                             | 24.8431                             | 1:39.2384                           |
| 19                                  | 25                                  | Marty Roth                          | Roth Racing                         | 24.9322                             | 24.7835                             | 24.7373                             | 24.7882                             | 1:39.2412                           |
| 20                                  | 36                                  | Enrique Bernoldi                    | Conquest Racing                     | 24.8311                             | 24.8773                             | 24.8888                             | 24.8282                             | 1:39.4254                           |
| 21                                  | 34                                  | Jaime Câmara (R)                    | Conquest Racing                     | 24.8183                             | 24.9211                             | 24.8679                             | 24.8882                             | 1:39.4955                           |
| 22                                  | 19                                  | Mario Moraes (R)                    | Dale Coyne Racing                   | 24.9755                             | 24.9246                             | 24.8962                             | 24.8545                             | 1:39.6508                           |
| 23                                  | 02                                  | Justin Wilson (R)                   | Newman/Haas/Lanigan Racing          | 24.9628                             | 24.9230                             | 24.9083                             | 24.9012                             | 1:39.6953                           |
| 24                                  | 96                                  | Mario Domínguez (R)                 | Pacific Coast Motorsports           | 25.0029                             | 24.9473                             | 24.9182                             | 24.8751                             | 1:39.7435                           |
| 25                                  | 15                                  | Buddy Rice                          | Dreyer & Reinbold Racing            | 25.0029                             | 24.9984                             | 25.0185                             | 24.9317                             | 1:39.9515                           |
| 26                                  | 18                                  | Bruno Junqueira                     | Dale Coyne Racing                   | 24.9558                             | 25.0128                             | 25.0506                             | 24.9561                             | 1:39.9753                           |
| 27                                  | 23                                  | Milka Duno                          | Dreyer & Reinbold Racing            | 25.0812                             | 25.0052                             | 24.9811                             | 24.9804                             | 1:40.0479                           |
| 28                                  | 33                                  | E. J. Viso (R)                      | HVM Racing                          | 25.0511                             | 25.0111                             | 25.0283                             | 25.0082                             | 1:40.0987                           |
| Relatório                           |                                     |                                     |                                     |                                     |                                     |                                     |                                     |                                     |

- (R) - Rookie

### Corrida
| Corrida - 7 de junho | Corrida - 7 de junho | Corrida - 7 de junho | Corrida - 7 de junho       | Corrida - 7 de junho | Corrida - 7 de junho | Corrida - 7 de junho | Corrida - 7 de junho | Corrida - 7 de junho |
| Pos                  | Nº                   | Piloto               | Equipe                     | Voltas               | Tempo                | Largada              | Voltas na Liderança  | Pontos               |
| -------------------- | -------------------- | -------------------- | -------------------------- | -------------------- | -------------------- | -------------------- | -------------------- | -------------------- |
| 1                    | 9                    | Scott Dixon          | Chip Ganassi Racing        | 228                  | 2:04:36.3153         | 1                    | 58                   | 50                   |
| 2                    | 3                    | Hélio Castroneves    | Team Penske                | 228                  | +0.0479              | 2                    | 85                   | 43                   |
| 3                    | 6                    | Ryan Briscoe         | Team Penske                | 228                  | +0.6173              | 3                    | 12                   | 35                   |
| 4                    | 10                   | Dan Wheldon          | Chip Ganassi Racing        | 228                  | +3.3000              | 11                   | 0                    | 32                   |
| 5                    | 11                   | Tony Kanaan          | Andretti-Green Racing      | 228                  | +4.3124              | 13                   | 0                    | 30                   |
| 6                    | 27                   | Hideki Mutoh (R)     | Andretti-Green Racing      | 228                  | +5.0571              | 4                    | 0                    | 28                   |
| 7                    | 4                    | Vitor Meira          | Panther Racing             | 227                  | +1 volta             | 9                    | 38                   | 26                   |
| 8                    | 15                   | Buddy Rice           | Dreyer & Reinbold Racing   | 227                  | +1 volta             | 25                   | 0                    | 24                   |
| 9                    | 20                   | Ed Carpenter         | Vision Racing              | 227                  | +1 volta             | 12                   | 0                    | 22                   |
| 10                   | 7                    | Danica Patrick       | Andretti-Green Racing      | 227                  | +1 volta             | 5                    | 0                    | 20                   |
| 11                   | 06                   | Graham Rahal (R)     | Newman/Haas/Lanigan Racing | 227                  | +1 volta             | 18                   | 0                    | 19                   |
| 12                   | 2                    | A. J. Foyt IV        | Vision Racing              | 226                  | +2 voltas            | 15                   | 0                    | 18                   |
| 13                   | 4                    | Will Power (R)       | KV Racing Technology       | 226                  | +2 voltas            | 8                    | 0                    | 17                   |
| 14                   | 33                   | E. J. Viso (R)       | HVM Racing                 | 226                  | +2 voltas            | 28                   | 0                    | 16                   |
| 15                   | 18                   | Bruno Junqueira      | Dale Coyne Racing          | 226                  | +2 voltas            | 26                   | 10                   | 15                   |
| 16                   | 24                   | John Andretti        | Roth Racing                | 226                  | +2 voltas            | 7                    | 0                    | 14                   |
| 17                   | 23                   | Milka Duno           | Dreyer & Reinbold Racing   | 226                  | +2 voltas            | 27                   | 0                    | 13                   |
| 18                   | 19                   | Mario Moraes (R)     | Dale Coyne Racing          | 223                  | +5 voltas            | 22                   | 0                    | 12                   |
| 19                   | 26                   | Marco Andretti       | Andretti-Green Racing      | 222                  | Contato              | 14                   | 25                   | 12                   |
| 20                   | 17                   | Ryan Hunter-Reay     | Rahal Letterman Racing     | 222                  | Contato              | 10                   | 0                    | 12                   |
| 21                   | 96                   | Mario Domínguez (R)  | Pacific Coast Motorsports  | 222                  | +6 voltas            | 24                   | 0                    | 12                   |
| 22                   | 25                   | Marty Roth           | Roth Racing                | 221                  | +7 voltas            | 19                   | 0                    | 12                   |
| 23                   | 36                   | Enrique Bernoldi (R) | Conquest Racing            | 210                  | Contato              | 20                   | 0                    | 12                   |
| 24                   | 34                   | Jaime Câmara (R)     | Conquest Racing            | 210                  | +18 voltas           | 21                   | 0                    | 12                   |
| 25                   | 12                   | Tomas Scheckter      | Luczo Dragon Racing        | 56                   | Contato              | 6                    | 0                    | 10                   |
| 26                   | 5                    | Oriol Servià (R)     | KV Racing Technology       | 47                   | Contato              | 16                   | 0                    | 10                   |
| 27                   | 02                   | Justin Wilson (R)    | Newman/Haas/Lanigan Racing | 39                   | Contato              | 23                   | 0                    | 10                   |
| 28                   | 14                   | Darren Manning       | A. J. Foyt Enterprises     | 19                   | Mecânico             | 17                   | 0                    | 10                   |
| Relatório            |                      |                      |                            |                      |                      |                      |                      |                      |

- (R) - Rookie